# Кривопільський водоспад
Кривопі́льський водоспа́д — невідомий широкому загалу водоспад в Українських Карпатах (Верховинсько-Путильське низькогір'я). Розташований у межах Верховинського району Івано-Франківської області в с. Кривопілля на відстані приблизно 700 м від центральної дороги села (автошлях Р 24:Татарів - Кам'янець-Подільський).
Водоспад розташований на потоці Росиш Великий, який є правою притокою річки Ільця (бас. Чорного Черемошу). Висота перепаду води — бл. 3 м. Утворився в місці виходу на поверхню товщі твердого флішу. До водоспаду веде ґрунтова дорога, легкодоступний, маловідомий. 
Мальовничий вигляд має під час танення снігу або паводку.

## Світлини та відео

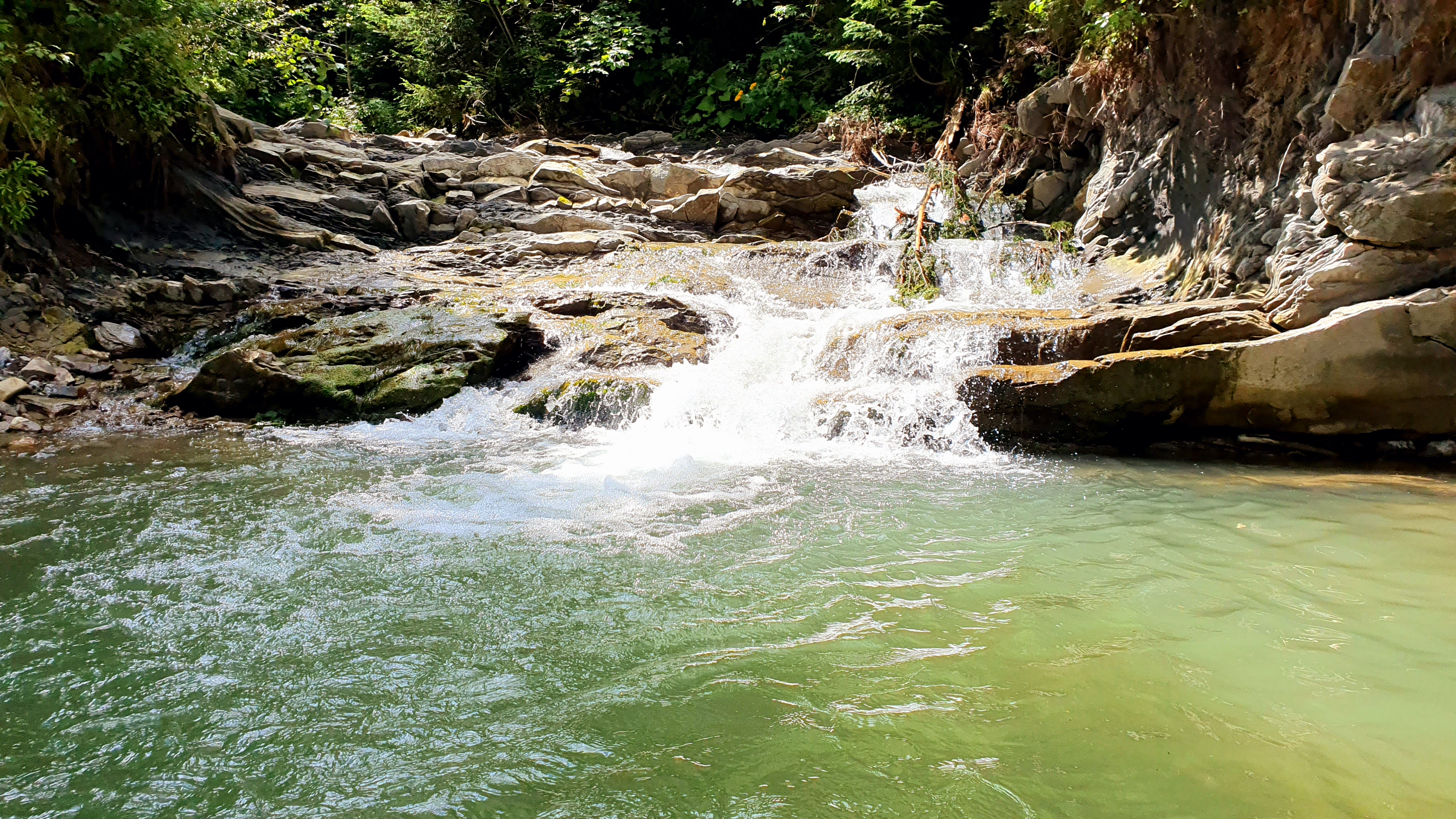
Водоспад спереду
- Відео водоспаду